# Usagi Tsukino
Czarodziejka z Księżyca (jap. セーラームーン Sērā Mūn; Sailor Moon) – fikcyjna postać z serii mang i anime Sailor Moon autorstwa Naoko Takeuchi, pojawia się jako główna i tytułowa bohaterka serii. Jej imię, Usagi Tsukino (jap. 月野 うさぎ Tsukino Usagi), oznacza „Księżycowy Królik” (czytane tsuki no usagi (jap. 月の兎)) i nawiązuje do starej, japońskiej legendy, która mówi, że na Księżycu mieszkał królik.

## Opis postaci
| Pierwsze wystąpienie    |        |             |             |
| Forma                   | Manga  | Anime       | Live-action |
| Usagi Tsukino           | Akt 1  | Odcinek 1   | Akt 1       |
| Sailor Moon             | Akt 1  | Odcinek 1   | Akt 1       |
| Księżniczka Serenity    | Akt 9  | Odcinek 34  | Akt 25      |
| Księżniczka Sailor Moon | —      | —           | Akt 36      |
| Neo-Queen Serenity      | Akt 16 | Odcinek 68  | —           |
| Super Sailor Moon       | Akt 30 | Odcinek 111 | —           |
| Eternal Sailor Moon     | Akt 42 | Odcinek 168 | —           |

Seria przedstawia Usagi Tsukino jako czternastoletnią uczennicę Jūban Junior High School w dzielnicy Minato, żyjącą w dwudziestowiecznym Tokio, gdzie również mieszka (w domku jednorodzinnym) ze swoimi rodzicami (matką Ikuko i ojcem Kenji) oraz młodszym bratem – Shingo.
W serii Classic Usagi była zwykłą, przeciętną dziewczyną, z dobrego domu. Nie jest zbyt pilną uczennicą, w dodatku bywa płaczliwa i często spóźnia się na lekcje. Jej najlepszą przyjaciółką jest Naru Osaka, a kolegą z którym się dobrze dogaduje jest Umino Gurio. Pewnego dnia Usagi, spóźniając się do szkoły, ratuje czarną kotkę z półksiężycem na czole z rąk chłopców, znęcającym się nad zwierzęciem. Okazuje się, że kotka ta ma na imię Luna i, nie tylko mówi ludzkim głosem, ale również ma za zadanie znaleźć, wraz z pozostałymi wojowniczkami, Księżycową Księżniczkę. Usagi dostaje od kota broszkę i po słowach: „Potęgo Księżyca, działaj!” – zmienia się w Prism Sailor Moon. Na początku, Usagi zgadza się znaleźć wraz z Luną pozostałe wojowniczki i księżniczkę, co potem okazuje się nierzadko dla niej zbyt trudne. Niemalże z każdej opresji ratuje ją Tuxedo Mask – tajemniczy mężczyzna, w którym Usagi od razu się zakochuje. W pewnych odstępach czasu dołączają do niej pozostałe Inner Senshi (Wojowniczki z Wewnętrznego Układu Słonecznego): Sailor Mercury, Sailor Mars, Sailor Jupiter i Sailor Venus. Mimo walki ze złem Usagi w dalszym ciągu wiedzie stosunkowo spokojne, ułożone życie. Warto zauważyć, że Usagi w anime jest liderem Sailor Senshi, czego oznaką było otrzymanie od Luny Księżycowego Sierpa. Pod tym kątem anime różni się od mangi, w której to Sailor Venus była przywódcą Czarodziejek.
Jej chłopakiem i przyszłym mężem jest Mamoru Chiba, z którym na początku serii Classic Usagi często się kłóciła. Sytuacja zmieniła się, gdy oboje odkryli swoją prawdziwą tożsamość i przeszłość. Od tej pory (z kilkoma przerwami) tworzą parę. Okazuje się także, że Usagi to reinkarnacja Księżniczki Serenity, następczyni tronu w Księżycowym Królestwie. Zakochała się ona z wzajemnością w Ziemianinie – Księciu Endymionie (Mamoru w przeszłości). Oboje zginęli z rąk Królowej Metalii, jednak dzięki Srebrnemu Kryształowi i poświęceniu Królowej Serenity (matki Księżniczki Serenity) narodzili się ponownie, na Ziemi w XX wieku.
W serii Sailor Moon R zostaje ukazana przyszłość głównej bohaterki. Przedstawiono tam Tokio w XXX wieku, gdzie Usagi została Neo Queen Serenity (w wolnym tłumaczeniu Nową Królową Serenity), po odrodzeniu Srebrnego Millenium (zapanowała epoka NeoSilver Millennium). Rządzi ona wraz ze swym mężem King Endymionem (Królem Endymionem) Kryształowym Tokio – stolicą państwa. Mają jedyną córkę (spadkobierczynię tronu) – Chibiusę. W tej serii również Usagi otrzymuje od Królowej Serenity Srebrny Kryształ, a jej broszka ulega pod wpływem mocy Królowej znacznemu ulepszeniu, dzięki czemu może zmieniać się w Crystal Sailor Moon. Poza tym Usagi otrzymuje również Księżycową Różdżkę, którą wykorzystuje do niszczenia demonów.
Trzecia seria anime ukazuje nową formę Czarodziejki z Księżyca – Cosmic Sailor Moon, a następnie także Super Sailor Moon (przy pomocy Świętego Graala). Wcielenie Super Sailor Moon dominuje również w serii SuperS, gdzie dzięki pomocy Pegaza, Czarodziejka z Księżyca i Mała Czarodziejka z Księżyca otrzymują od niego nowe broszki i nowe możliwości ataku. Usagi zostaje wyposażona także w całkiem nowe berło – Księżycowy Kalejdoskop.
W piątej i ostatniej części anime Usagi przybiera formę Eternal Sailor Moon, a także otrzymuje kolejne nowe berło – Księżycowe Berło Wieczności. W czasie serii zostało ono udoskonalone poprzez połączenie go z berłem Chibi Chibi, czyli Sailor Cosmos. Warto zauważyć, że Sailor Moon w mandze trzymała je podczas swojej koronacji na Neo Queen Serenity. Różnicą z poprzednimi seriami jest wyjazd Mamoru za granicę, a także powrót Chibiusy do przyszłości, co nierzadko powoduje smutek głównej bohaterki. W tej serii Usagi zawiera przyjaźń z członkami zespołu Trzy Gwiazdy, zwłaszcza z ich liderem – Seiyą. Wątek ten zostaje następnie przekształcony w romantyczny – Seiya zakochuje się w Usagi, jednak bez wzajemności.

## Księżniczka Serenity
Księżniczka Serenity (jap. プリンセス・セレニティ Purinsesu Sereniti; Princess Serenity) żyła w Księżycowym Królestwie w wieku Srebrnego Millenium jako córka Królowej Serenity, która rządziła Srebrnym Milenium i opiekowała się Ziemią. W mandze księżniczka mieszkała w Crystal Castle. Strażniczkami Księżniczki Serenity jak i jej najbliższymi przyjaciółkami były Sailor Mercury, Sailor Mars, Sailor Jupiter i Sailor Venus, które były księżniczkami własnych planet (Merkurego, Marsa, Jowisza i Wenus odpowiednio), ale mieszkały z nią czasem na Księżycu.

Symbol Księżycowego Królestwa.

Księżniczka Serenity często odwiedzała Ziemię, aby zobaczyć prawdziwą zieleń, choć było to zakazane. Na jednej ze swoich wizyt spotkała się z następcą tronu Ziemi, księciem Endymionem, i się zakochała.
Podczas ataku, który spowodował upadek Księżycowego Królestwa, książę Endymion zginął chroniąc Serenity. Matka Serenity, była w stanie zapieczętować zło, które zapoczątkowało atak, ale wszyscy uczestnicy ataku zostali zabici. Przed własną śmiercią, Królowa użyła Srebrnego Kryształu aby dać swojej córce i innym drugą szansę na życie, w szczególności mając nadzieję, że tym razem Serenity i Endymion mogliby znaleźć szczęście we dwoje. Ostatecznie, Serenity reinkarnuje się jako Usagi Tsukino w XX wieku. Usagi czasami przybiera formę Księżniczki Serenity w anime, często przy szczytowych chwilach, gdy potrzebna jest większa moc niż ta, jaką posiada Sailor Moon.
Podczas gdy Takeuchi rysuje Usagi z białymi, żółtymi, a nawet różowymi włosami i niebieskimi oczami, w mandze Księżniczka Serenity prawie zawsze ma białe włosy i niebieskie oczy. W anime obie postacie mają zawsze blond włosy. W serii live-action, Serenity ma czarne włosy i brązowe oczy, podobnie jak Usagi, ale włosy nosi rozpuszczone, a nie związane. Podkreśla to dwuznaczność swojej tożsamości zanim fabuła ukazuje ją jako Usagi.

## Transformacja
- Moon Prism Power, Make Up! (jap. ムーン・プリズム・パワー・メイク・アップ Mūn Purizumu Pawā Meiku Appu; Potęgo Księżyca, działaj!)[2]
- Moon Crystal Power, Make Up! (jap. ムーン・クリスタル・パワー・メイク・アップ Mūn Kurisutaru Pawā Meiku Appu; Księżycowy Krysztale, działaj!)[10]
- Moon Cosmic Power, Make Up! (jap. ムーン・コズミック・パワー・メイク・アップ Mūn Kozumikku Pawā Meiku Appu; Kosmiczna Potęgo Księżyca, działaj!)[11]
- Crisis Make Up! (jap. クライシス・メイク・アップ Kuraishisu Meiku Appu; Księżycowa Potęgo, działaj!)[19]
- Moon Crisis, Make Up! (jap. ムーン・クライシス・メイク・アップ Mūn Kuraishisu Meiku Appu; Potęgo Księżyca, pomóż w potrzebie!)[13]
- Moon Eternal, Make Up! (jap. ムーン・エターナル・メイク・アップ Mūn Etānaru Meiku Appu; Wieczna Potęgo Księżyca, działaj!)[14]
- Silver Moon Crystal Power, Make Up! (jap. シルバー・ムーン・クリスタル・メイク・アップ Shirubā Mūn Kurisutaru Pawā Meiku Appu) tylko w mandze[20]

## Ataki
- Moon Tiara Action! (jap. ムーン・ティアラ・アクション Mūn Tiara Akushon; Księżycowy Diademie, działaj!)[2] - w wersji Crystal - Moon Tiara Boomerang!
- Moon Tiara Stardust! (jap. ムーン・ティアラ・スターダスト Mūn Tiara Sutādasuto; Księżycowy Diadem – Gwiezdny Pył!)[21]
- Moon Healing Escalation! (jap. ムーン・ヒーリング・エスカレーション Mūn Hīringu Esukarēshon; Uzdrawiająca Moc Księżyca!)[5]
- Moon Princess Halation! (jap. ムーン・プリンセス・ハレーション Mūn Purinsesu Harēshon; Uzdrawiająca Moc Księżyca!)[10]
- Moon Spiral Heart Attack! (jap. ムーン・スパイラル・ハート・アタック Mūn Supairaru Hāto Atakku; Księżycowy Atak!)[11]
- Rainbow Moon Heart Ache! (jap. レインボー・ムーン・ハート・エイク Reinbō Mūn Hāto Eiku; Tęczowy Atak!)[19]
- Rainbow Double Moon Heart Ache! (jap. レインボー・ダブル・ムーン・ハート・エイク Reinbō Daburu Mūn Hāto Eiku; Podwójny Tęczowy Atak!) z Sailor ChibiMoon[22]
- Moon Gorgous Meditation! (jap. ムーン・ゴージャス・メディテーション  Mūn Gōjasu Meditēshon; Księżycowa Medytacja!) razem lub osobno z Sailor ChibiMoon[23]
- Starlight Honeymoon Therapy Kiss! (jap. スターライト・ハネムーン・セラピー・キッス Sutāraito Hanemūn Serapī Kissu; Uzdrowicielska Moc Księżycowego Pocałunku!)[14]
- Starlight Honeymoon Double Therapy Kiss! (jap. スターライト・ハネムーン・ダブル・セラピー・キッス Sutāraito Hanemūn Daburu Serapī Kissu; Uzdrowicielska Moc Podwójnego Księżycowego Pocałunku!)[24]
- Silver Moon Crystal Power Kiss! (jap. シルバー・ムーン・クリスタル・パワー・キッス Shirubā Mūn Kurisutaru Pawā Kissu; Uzdrowicielska Moc Księżycowego pocałunku!)[25]
- Silver Moon Crystal Eternal Power Kiss! (jap. シルバー・ムーン・クリスタル・パワー Shirubā Mūn Kurisutaru Pawā; Uzdrowicielska Moc Księżycowego pocałunku!)[26]
- Sailor Moon Kick! (jap. セーラームーン・キック Sērāmūn Kikku; Księżycowe Hop-siup)[27]
- Double Sailor Moon Kick! (jap. ダブル・セーラームーン・キック Daburu Sērāmūn Kikku; Podwójne Księżycowe Hop-siup) z Sailor ChibiMoon
- Sailor Body Attack! (jap. セーラー・ボディー・アタック Sērā Bodī Atakku)[28]
- Moon Frisbee! (jap. ムーン・フリスビー Mūn Furisubī)[29]

## Przedmioty

### Transformacja
- Broszka transformacji (jap. 変身・ブローチ Henshin Burōchi; Transformation Brooch) – złota broszka z półksiężycem w środku i grawerowanym kołem, zdobiona różnokolorowymi kamieniami (czerwony, niebieski, zielony, pomarańczowy oraz różowy). Usagi otrzymała tę broszkę od Luny i dzięki niej zmienia się w Sailor Moon[29]. Broszka służyła Usagi przez bardzo długi czas, do chwili, gdy krótko po ostatecznej bitwie z Królestwem Ciemności, magiczny amulet zaczął zawodzić. Prawdopodobnie powodem tego był brak chęci Sailor Moon do bycia wojowniczką i jej pragnienie powrotu do normalnego życia zwykłej dziewczyny. Została zniszczona przez kardiana, na początku serii R[10].
- Czarodziejskie Pióro (jap. 変身ペン Henshin Pen; Transformation Pen) – dzięki temu przedmiotowi, otrzymanemu od Luny Usagi może przybierać postać innych ludzi[27].
- Kryształowa Gwiazda (jap. クリスタル・スター Kurisutaru Sutā; Crystal Star Compact) – jest to nowa broszka Usagi, którą dostała od Królowej Serenity. W niej znajdował się Srebrny Kryształ, dający moc do transformacji w Crystal Sailor Moon[30]. Używana od 51 odc. serii R. Ta broszka również jest okrągła ze złotą gwiazdą w środku i z 5 kolorowymi kamieniami (te same kolory co w poprzedniej broszce). W środku jest Srebrny Kryształ święcący na biało i różowo[10]. Została zniszczona przez dajmona na początku serii S[31].
  - Tęczowe Kryształy (jap. 虹水晶 Nijisuishō; Rainbow Crystals) – pojawiły się tylko w anime, w serii Classic. Siedem magicznych kryształów, które po połączeniu stworzą Srebrny Kryształ[7].
  - Srebrny Kryształ (jap. 幻の銀水晶 Maboroshi no Ginsuishō; Silver Crystal)[7]
- Medalion Kosmicznych Serc (jap. コズミック・ハート・コンパクト Kozumikku Hāto Konpakuto; Cosmic Heart Compact) – mający kształt serca, czerwono złoty medalion z sercowymi zdobieniami i zdobiony małymi kolorowymi klejnotami różnej wielkości. Nowa broszka Usagi powstała z poprzedniej broszki, jaką była Crystal Star Compact, w wyniku wspólnej miłości Usagi i Mamoru z ich pragnienia, by ocalić siebie i pozostałe wojowniczki[11]. Broszka zawiera także różową inkarnacje Srebrnego Kryształu w kształcie serca, który może zostać ponownie oddzielony z niego poprzez silną wolę. Usagi używa jego magicznej mocy aby zamienić się w Cosmic Sailor Moon (Kosmiczną Czarodziejkę z Księżyca)[32]. Magiczna energia Broszki Transformacji miała możliwość reagować z siłą Świętego Graala, by tymczasowo Usagi osiągnęła drugą transformację w Super Sailor Moon. Zamiana, która się okazała niezwykle trudna do powtórzenia, w następstwie doprowadziła do zniszczenia poświęconego naczynia.
- Święty Graal (jap. 聖杯 Seihai; Holy Grail) – przedmiot o ogromnej sile. Powstał on z połączenia trzech talizmanów należących do: Haruki, Michiru i Setsuny. Przy jego użyciu Czarodziejka z Księżyca zmienia się w Super Sailor Moon[12]. Pod koniec serii S zostaje zniszczony przez Mistress 9[33].
- Medalion Księżycowego Przesilenia (jap. クライシス・ムーン・コンパクト Kuraishisu Mūn Konpakuto; Crisis Moon Compact) – broszka Czarodziejki, którą dostała od Pegaza w serii SuperS (ulepszona forma Cosmic Hearth Compact). Ten przedmiot nie ma już kolorowych kamieni. Ma on w środku kolorowe wzory, a sam kryształ jest czerwony[34].
- Tęczowy Puchar Księżyca (jap. レインボームーン・カリス Reinbō Mūn Karisu; Rainbow Moon Calice) – jest to forma Świętego Graala, dzięki której Super Sailor Moon lub Usagi przemienia się w Eternal Sailor Moon (Wieczną Czarodziejkę z Księżyca). Jest udoskonaloną formą Crisis Moon Compact. Jest w kształcie serca, złota, znów ma ozdobne kamienie i skrzydełka (białe). W środku broszki jest czerwona gwiazda[5].

### Ataki
- Księżycowy Diadem (jap. ムーン・ティアラ Mūn Tiara; Moon Tiara) – pozwala wykonać Czarodziejce z Księżyca ataki: Moon Tiara Action i Moon Tiara Stardust. Złoty diadem z czerwono-rubinowym oczkiem lub półksiężycem pośrodku pojawia się w odc. 1 serii Classic. Czarodziejka posiada go w czterech pierwszych swych poziomach (Wieczna Czarodziejka go nie posiada)[29].
- Księżycowy Sierp (jap. ムーン・スティック Mūn Sutikku; Moon Stick) – magiczna pałeczka, którą Czarodziejka z Księżyca przeprowadza atak Moon Healing Escalation. Po raz pierwszy pojawiła się w odc. 25 serii Classic, by Sailor Moon mogła uzdrowić demona i zamienić go z powrotem w człowieka. Tę pałeczkę również wykorzystała Królowa Serenity, by uśpić Metalię i przywrócić do życia osoby poległe w walce[35].
- Księżycowa Różdżka (jap. キューティ・ムーン・ロッド Kyūti Mūn Roddo; Cutie Moon Rod) – również tę różdżkę (berło) dostała Usagi od Królowej Serenity. Pojawiła się po raz pierwszy w 51. odcinku serii R. Berło służyło do przeprowadzenia ataku Moon Princess Halation, które niszczyło kardiany i droidy[36].
- Księżycowe Berło Spirali Serc (jap. スパイラル・ハート・ムーン・ロッド Supairaru Hāto Mūn Roddo; Spiral Heart Moon Rod) – ta różdżka pojawiła się w 91 odcinku serii S. Zdobiona różdżka zakończona żółtą kokardą, złoto-czerwoną główką w kształcie serca, z kryształem w środku oraz małą koroną. Czasami określana jako „legendarna księżycowa pałeczka”. Powstała z połączonych mocy wzajemnej miłości Mamoru i Usagi, która chciała ochronić ukochanego i pozostałe Czarodziejki przed daimonem. Spiral Heart Moon Rod było używane przez Sailor Moon jako broń podczas ataku Moon Spiral Heart Attack, w którym Czarodziejka uwalniała moc berła wypowiadając wspomniane zaklęcie. W dalszych odcinkach serii SM Super, Super Sailor Moon wykorzystywała je przy ataku Spiral Moon Heart Ache[37].
- Księżycowy Kalejdoskop (jap. カレイド・ムーン・スコープ Kareido Mūn Sukōpu; Caleid Moon Scope) – pałeczkę tę Sailor Moon dostała od Pegaza i używała w serii SuperS do wykonania ataku Moon Gorgeous Meditation. Chibiusa używa tego przedmiotu, by wykonać wraz z Sailor Moon atak Double Moon Gorgeous Meditation[34].
- Księżycowe Berło Wieczności (jap. エターナル・ティアル Etānaru Tiaru; Eternal Tiare lub Eternal Moon Rod) – przedmiot używany przez Eternal Sailor Moon do przeprowadzenia ataku Starlight Honeymoon Therapy Kiss. Pojawia się z początkiem serii Sailor Stars. Później zostało udoskonalone poprzez połączenie go z berłem Czarodziejki Kosmosu (Sailor Cosmos) czyli ChibiChibi. Udoskonalone berło pozwala wykonać atak Silver Moon Crystal Power Kiss. Berło zostało później zniszczone przez Galaxię[5].
- Moon Power Tiare (jap. ムーン・パワー・ティアル Mūn Pawā Tiaru) – występuje jedynie w anime. Powstało przez połączenie Eternal Tiare i Holy Moon Cálice, berło zostało użyte do wykonania ataków Silver Moon Crystal Power Kiss oraz Silver Moon Crystal Power[25].

### Inne
- Urządzenia Komunikacyjne (jap. 通信機 Tsūshin-ki; Communication Device)[38]
- Zegarek Komunikacyjny (jap. 腕時計型の通信機 Udedokei Kata no Tsūshin-ki; Communication Watch)[39]
- Orgel (jap. オルゴール Orugeru; Star Locket)[40]

## Różnice pomiędzy mangą i anime
- W anime Sailor Moon przedstawiana jest jako lider, a na potwierdzenie tego dostaje od Luny Księżycowy Sierp. W mandze rolę przywódcy sprawowała Sailor Venus (rolę tę powierzyła jej Princess Serenity).
- W anime pominięto kilka ważnych wątków np. koronację Sailor Moon na Neo Queen Serenity.
- W anime serii R Diamando próbuje pocałować Usagi, jednak z tej opresji ratuje ją Mamoru; w mandze Tuxedo nie uratował Usagi z jego rąk i doszło do pocałunku.
- W anime Sailor Moon nigdy nie rozmawiała twarzą w twarz z Neo Queen Serenity; w mandze doszło pomiędzy nimi do spotkania.
- W mandze kwartet amazonek zostaje obdarowany przez Usagi mocą Srebrnego Kryształu, dzięki czemu stają się wojowniczkami i w przyszłości maja pomagać Sailor ChibiMoon; w anime nie miało to nigdy miejsca.
- Na końcu mangi Usagi i Mamoru biorą ślub, a Usagi spodziewa się dziecka. W anime nigdy nie został pokazany moment ślubu (wyłączając sny).
- Usagi i Mamoru poznają swoje prawdziwe wcielenia dużo wcześniej w mandze aniżeli w anime.
- W anime, w czasach Silver Millenium, podczas ataku ze strony Królowej Beryl, z jej rąk ginie, i Endymion, i Księżniczka Serenity. W mandze ginie jedynie Endymion, natomiast księżniczka popełniła samobójstwo używając Świętego Ostrza Księżyca.
- W mandze broszka Sailor Moon, na końcu walki z Metalią, zostaje rozbita, ale jej matka, Królowa Serenity, daje jej nową. Wojowniczka dostaje także nową, kryształową moc. W anime fakt zniszczenia broszki w walce z Metalią nie istnieje, a Sailor Moon nową broszkę i moc otrzymuje dopiero w walce z nowym wrogiem – kardianem.

## Aktorki
W pierwszym anime oraz Sailor Moon Crystal głosu Usagi użyczyła Kotono Mitsuishi.
W musicalach Sailor Moon w jej rolę wcieliło się sześć aktorek: Anza Ōyama, Fumina Hara, Miyuki Kanbe, Marina Kuroki, Satomi Ōkubo oraz Hotaru Nomoto.
W serialu Bishōjo senshi Sailor Moon rolę Usagi odegrała Miyū Sawai, która także odegrała rolę Królowej Serenity w „Special Act”.

## Odbiór
Ze względu na szeroką popularność serii w wielu krajach oraz na charakterystyczną i często kopiowaną fryzurę (odango) głównej bohaterki, stała się ona jedną z najbardziej rozpoznawalnych i charakterystycznych postaci z anime w Japonii i na całym świecie. Według IGN, Czarodziejka z Księżyca jest dziewiątą najlepszą postacią anime wszech czasów. W odróżnieniu od pozostałych postaci, Tsukino pojawia się we wszystkich 200 odcinkach pierwszego anime, a także we wszystkich 52 aktach mangi, jak również w 51 aktach serii tokusatsu Bishōjo Senshi Sailor Moon. W 1993 roku, w 15. Anime Grand Prix, organizowanym przez magazyn Animage, postać Usagi Tsukino zajęła 2. miejsce w kategorii: najlepsza postać żeńska. Rok później była piąta, a dwa lata później – dziesiąta.